# شيخ شمزين
شيخ شمزين هي قرية في مقاطعة أرومية، إيران. يقدر عدد سكانها بـ 481 نسمة بحسب إحصاء 2016.